# 亚当圣加亚机场
亚当圣加亚机场或亚当圣加亚空军基地是印尼空軍营运的一个小型空军基地，位于印度尼西亚西爪哇省。该机场有一条1400米长的单跑道，是第四空军联队（直升机中队）、通用教育联队以及亚当圣加亚空军医院的主要基地。